# David Montgomery (Radsportler)
David Montgomery (* 27. Juni 1995) ist ein irischer Radrennfahrer. 2015 wurde er nationaler Meister im Cyclocross.

## Sportliche Karriere
Montgomery ist in den Disziplinen Cyclocross, Mountainbike und Straßenrennen aktiv, wobei er seine größten Erfolge im Cyclocross erzielen konnte.
Bei den irischen nationalen Meisterschaften im Straßenrennen 2019 wurde er Neunter.

## Erfolge

### Cyclocross
2013/2014
 Irische Meisterschaft (U23)
2014/2015
 Irischer Meister
2015/2016
 Irische Meisterschaft
2018/2019
 Irische Meisterschaft

### Mountainbike
2017
 Irische Meisterschaft – Cross-Country

### Straße
2019
 Tour of the North